# Internationella öldagen
Internationella öldagen är en årlig temadag som, efter att ha skapats år 2007 i Santa Cruz i Kalifornien som ett lokalt evenemang, senare spridit sig över hela världen. De första åren, mellan år 2007 och 2012, firades dagen den 5 augusti, men sedan 2013 firas dagen den första fredagen i augusti. Syftet med internationella öldagen är att dricka öl med vänner och hylla både de som brygger och de som serverar öl, oavsett ölets ursprung.